# Balachowskyacris
Balachowskyacris is een geslacht van rechtvleugeligen uit de familie veldsprinkhanen (Acrididae). De wetenschappelijke naam van dit geslacht is voor het eerst geldig gepubliceerd in 1972 door Descamps & Amédégnato.

## Soorten
Het geslacht Balachowskyacris omvat de volgende soorten:
- Balachowskyacris cerciata Descamps & Amédégnato, 1972
- Balachowskyacris dumerlei Descamps & Amédégnato, 1972
- Balachowskyacris narinoana Descamps & Amédégnato, 1972
- Balachowskyacris olivacea Bruner, 1908
- Balachowskyacris rhabdota Hebard, 1924
- Balachowskyacris robertsi Descamps, 1976